# Церковь Пресвятой Девы Марии (Городище)
Церковь Пресвятой Девы Марии (бел. Касцёл Найсвяцейшай Дзевы Марыі), полное название — Церковь Пресвятой Девы Марии — Царицы Святого Розария (бел. Касцёл Найсвяцейшай Дзевы Марыі Ружанцовай) — католический храм в городском посёлке Городище (Брестская область, Белоруссия). Относится к Западно-Барановическому деканату Пинского диоцеза. Построен в конце XVIII века. Перестраивался в 1874 и 1930 годах.

## История

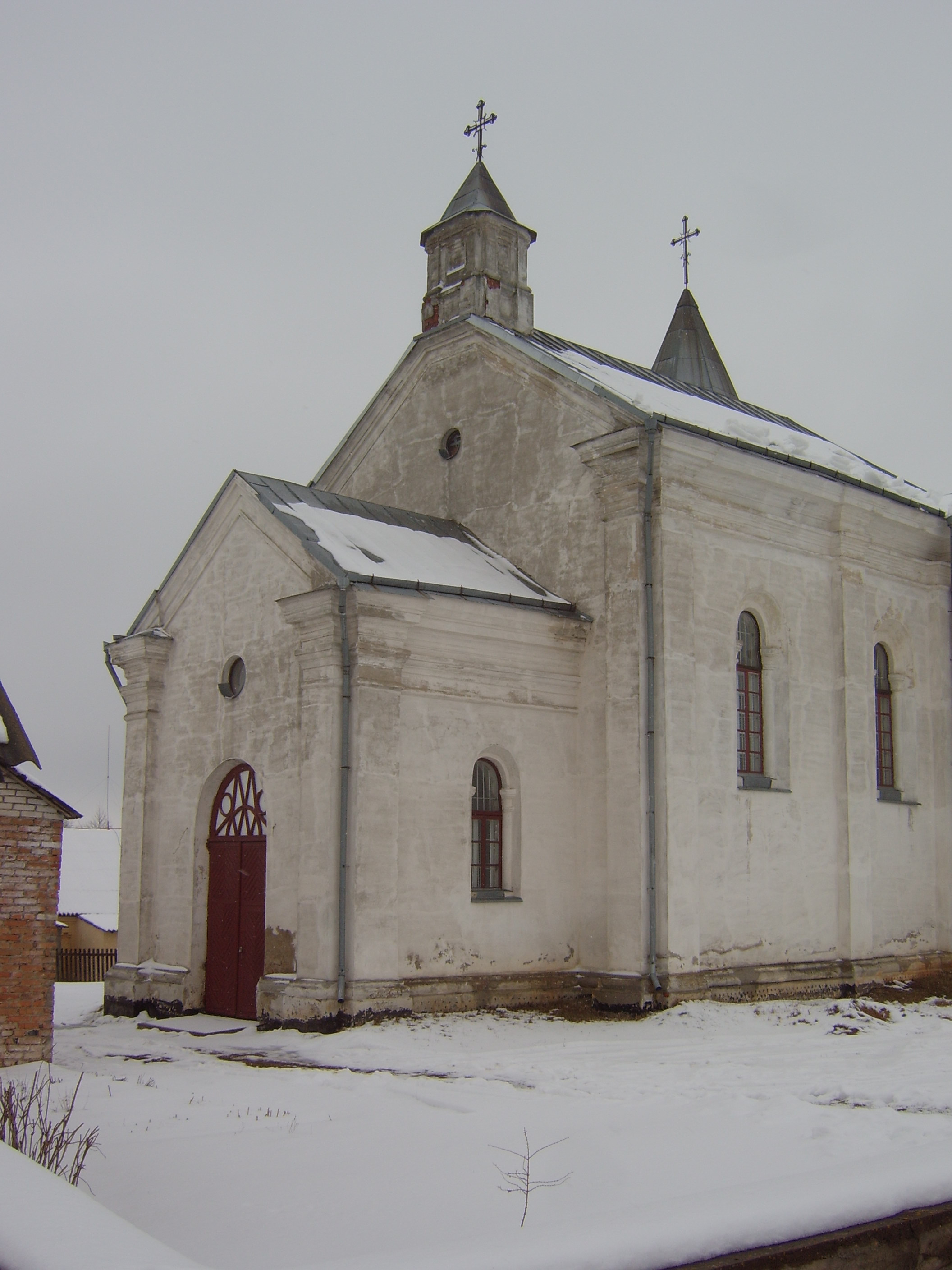

В 1640 году полоцким воеводой Яном Каминским в Городище был основан монастырь грекокатолического ордена базилиан и при нём построен деревянный храм. В конце XVIII века на месте деревянного был построен каменный храм. После Польского восстания 1863 года власти закрыли все грекокатолические монастыри на территории современной Белоруссии, а их церкви были переданы православным. Городищенский храм эта судьба постигла в 1867 году. Церковь была освящена как Свято-Троицкая церковь 19 марта 1868 года. В 1873 году был составлен проект полной перестройки храма с тем, чтобы его облик более соответствовал православной традиции, но в итоге было решено ограничиться постройкой колокольни и пяти куполов над крышей. Работы были выполнены в 1874—1876 годах.
В 1919 году после перехода Городища в состав Польши церковь была возвращена католикам, в 1930 году ещё раз перестроена с приближением к первоначальной архитектуре. После Второй мировой войны храм был закрыт и использовался под мебельный склад. В 90-х годах XX века возвращён верующим, отреставрирован и сейчас служит приходским католическим храмом Городища.

## Архитектура

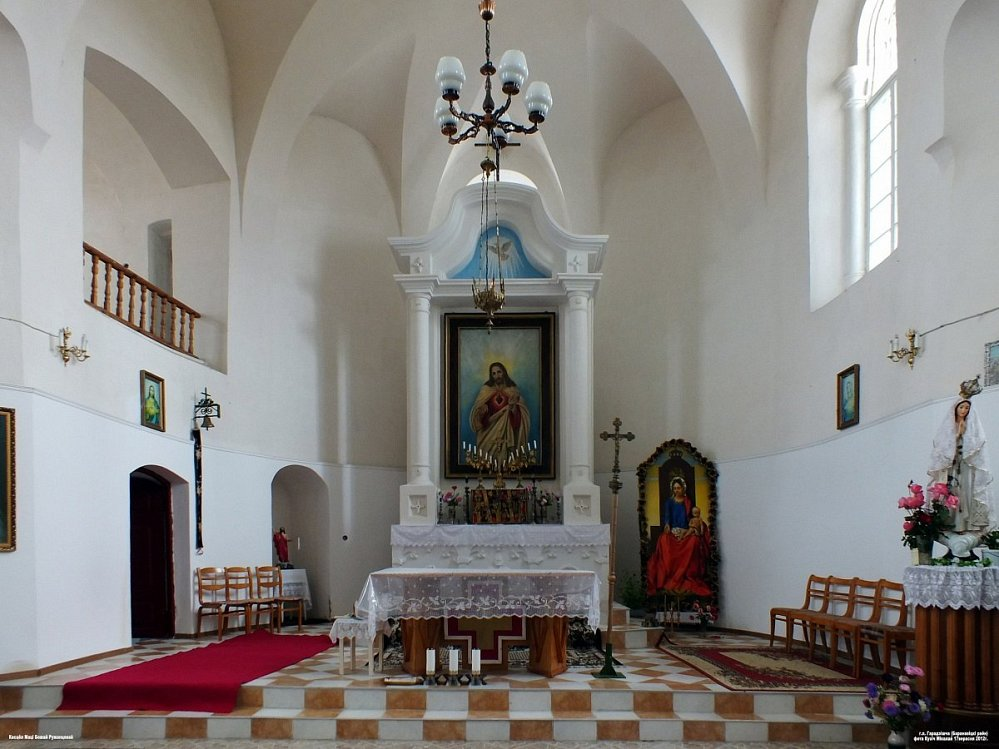
Внутренний вид костёла

Храм Пресвятой Девы Марии — однонефный, к основному объёму примыкает прямоугольный нартекс. Здание завершено двухскатной крышей, переходящей над мощной полукруглой апсидой в коническую. С северной стороны к апсиде симметрично пристроена трёхъярусная шатровая колокольня. Между апсидой и колокольней расположена ризница. Главный вход выделен арочным проёмом, фасады прорезаны также арочными оконными проёмами с полуколоннами.
Храм окружён бутовой оградой.